# John Roche Dakyns
John Roche Dakyns (Rufname Roche Dakyns) (geboren 31. Januar 1836 in St. Vincent; gestorben 27. September 1910 in Snowdon View in der Nähe von Beddgelert) war ein englischer Geologe.

## Leben
Roche Dakyns wurde in St. Vincent auf den Westindischen Inseln geboren. Sein Vater Thomas Henry Dakyns wirkte dort als Arzt. Er war das älteste Kind von insgesamt sechs Brüdern. Der zweite Sohn war der Altphilologe Henry Graham Dakyns (1838–1911). 1845 zog die Familie Dakyns nach Rugby, Warwickshire. Dort besuchte er die Rugby School. 1855 wurde er in das Trinity College der Universität Cambridge aufgenommen. 1859 war er der 27. „Wrangler“ des mathematischen Tripos der Universität. 1864 schloss er das Studium mit dem .as elected a scholar of his College in 1858 ; and graduated with distinction in 1859, being bracketed 27th Wrangler in the Mathematical Tripos|Tripos „Master of Arts“ (M.A.) ab.
Schon 1862 wurde er zum geologischen Assistenten des Büros für „Geological survey“ ernannt. 1868 erhielt er die Stelle eines Geologen. Roche Dakyns wirkte fast 25 Jahre in der Grafschaft Yorkshire. Fast zehn Jahre an Karten der Grenzen von Argyll und Loch Lomond. 1894 begann er Karten des Steinkohlengebietes von Süd-Wales zu bearbeiten. 1896 ging er in den Ruhestand. Seine letzten Lebensjahre verbrachte er in Snowdon View in Wales. Er starb nach einer schweren Krankheit am 27. September 1910. Seine Fachkollegen würdigten ihn als wichtigen britischen Geologen. In einem Kodizill zu seinem Testament vermachte er seine Karten und Gesteinsproben sowie 400 £ John Griffith, dem Direktor der Schule in Dolgelly. John Roche Dakyns starb unverheiratet. Sein Vermögen betrug 20907 £.
Dakyns hatte in Cambridge Samuel Moore (1823–1899) kennengelernt, weil beide dort Mathematik studierten. Durch Moore lernte er Carl Schorlemmer und Friedrich Engels kennen. Auf einem Ausflug machte Engels auch Karl Marx mit ihm bekannt und nahm Roche Dakyns als Einzelmitglied in die Internationale Arbeiterassoziation auf. Dakyns blieb mit Marx und Engels für Jahrzehnte im Briefwechsel. Er erhielt u. a. eine Ausgabe von Marx Das Kapital in französischer Sprache mit Widmung. Dakyns kondulierte Engels zum Tode von Marx.

## Werke
- Alexander Henry Green, J. R. Dakyns, J. C. Ward, Robert Russell: Explanation of quarter-sheet 88 N. E. of the geological map of England and Wales; illustrating the geology of the neighbourhood of Dewsbury, Huddersfield, and Halifax. Longman & Co., London 1871 Digitalisat
- On the glacial phenomena of the Yorkshire Uplands. „From the Quarterly Journal of the Geological Society for November 1872“." Digitalisat
- Edward Hull, John R. Dakyns, Richard Hill Tiddeman, J. C. Ward, William Gunn, Charles Eugene De Rance, Robert Etheridge: The geology of the Burnley coal-field and of the country around Clitheroe, Blackburn, Preston, Chorley, Haslingden, and Todmorden. Printed for H. M. Stationery off., London 1875. (Quarter sheets 88 N. W., 89 N. E., 89 N. W., and 92 S. W., of the 1-inch geological maps) Digitalisat
- John R. Dakyns, Charles Fox-Strangways, Robert Russell, William Herbert Dalton: England and Wales. Explanation of quarter-sheet 92 S. E. of the Geological map of England and Wales, illustrating the geology of the country between Bradford and Skipton. Longman & Co, London 1879. Digitalisat
- The parallel roads of Glen Roy. Trübner & Co., London 1879.[8]
- John R. Dakyns, Charles Fox-Strangways: The geology of Bridlington Bay. Printed for H. M. Stationery off., London 1885. (Explanation of quartersheet 94 N. E.) (New series sheet 65) Digitalisat
- John R. Dakyns, Charles Fox-Strangways: The geology of the country around Driffield. Printed for H. M. Stationery off., Eyre and Spottiswoode, London 1886. (Explanation of quarter-sheet 94 N. W.) (New series, sheet 64) Digitalisat
- J. R. Dakyns, Richard Hill Tiddeman, William Gunn, Aubrey Strahan: The geology of the country around Ingleborough, with parts of Wensleydale and Wharfedale. Printed for H. M. Stationery off., by Eyre and Spottiswoode, London 1890. (Explanation of quarter-sheet 97 S. W., new series, sheet 50) Digitalisat
- J. R. Dakyns, Richard Hill Tiddeman, Robert Russell, Charles Thomas Clough, Aubrey Strahan: The geology of the country around Mallerstang, with parts of Wensleydale, Swaledale, and Arkendale. London, Printed for H. M. Stationery off., by Eyre and Spottiswoode, London 1891. (Explanation of quarter-sheet 97 N. W., new series, sheet 40) https://archive.org/details/cu31924004543389[ Digitalisat]
- J. R. Dakyns, Richard Hill Tiddeman, John George Goodchild, J. C. Ward, William Whietehead: The geology of the country between Applby, Ullswater, and Haweswater. Printed for H. M. Stationery off., by Eyre and Spottiswoode, London 1897. (Explanation of quarter-sheet 102 S. W., new series, sheet 30) Digitalisat
- The limestone-knolls below Skipton and Grassington in Craven . „From the Quarterly Journal of the Geological Society for August 1899“, Vol. LV.
- Some Snowdon tarns. Extracted from the Geological Mag. Decade IV. Vol. VII. No. 428, p. 58, February, 1900. Dulau & Co., London 1900.
- J. R. Dakyns, Edward Greenly: On the probable pelean origin of the felsitic slates of Snowdon, and their metamorphism. „Extracted from the Geological Magazine, Decade V. Vol. II. No. 498, December, 1905“. Dulau & Co., London 1905.